# Pyrgohippus
Pyrgohippus is een geslacht van rechtvleugeligen uit de familie Pyrgomorphidae. De wetenschappelijke naam van dit geslacht is voor het eerst geldig gepubliceerd in 1963 door Dirsh.

## Soorten
Het geslacht Pyrgohippus omvat de volgende soorten:
- Pyrgohippus pallidus Dirsh, 1963
- Pyrgohippus productus Descamps & Wintrebert, 1966